# Viszlát nyár
"Viszlát nyár" ("Adiós verano") es una canción de la banda húngara AWS. La canción fue lanzada para descarga digital el 21 de octubre de 2017 a través de EDGE Records y fue escrita por Dániel Kökényes, Bence Brucker, Áron Veress, Soma Schiszler, y Örs Siklósi. Representó a Hungría en el Festival de la Canción de Eurovisión 2018 en Lisboa, Portugal.

## Festival de la Canción de Eurovisión
AWS fue confirmado como uno de las concursantes del A Dal 2018, la selección nacional húngara para elegir al representante de Hungría en el Festival de la Canción de Eurovisión 2018, el 6 de diciembre de 2017. Compitieron en la segunda ronda el 27 de enero de 2018, y avanzaron a la final con el voto del jurado. Luego compitieron en la segunda semifinal el 17 de febrero de 2018 y se clasificaron a la final con el voto del jurado. La final se llevó a cabo el 24 de febrero, donde la canción fue declarada la ganadora tras hacerse con el voto del público.
La canción compitió en la segunda semifinal, llevada a cabo el 10 de mayo de 2018 en Lisboa, Portugal.

## Listas
| Lista (2018)  | Posición |
| ------------- | -------- |
| Hungarysingle | 1        |
| Hungarystream | 11       |